# Plymouth Trailduster
Plymouth Trailduster – samochód osobowy typu SUV klasy średniej produkowany pod amerykańską marką Plymouth w latach 1975–1980.

## Historia i opis modelu

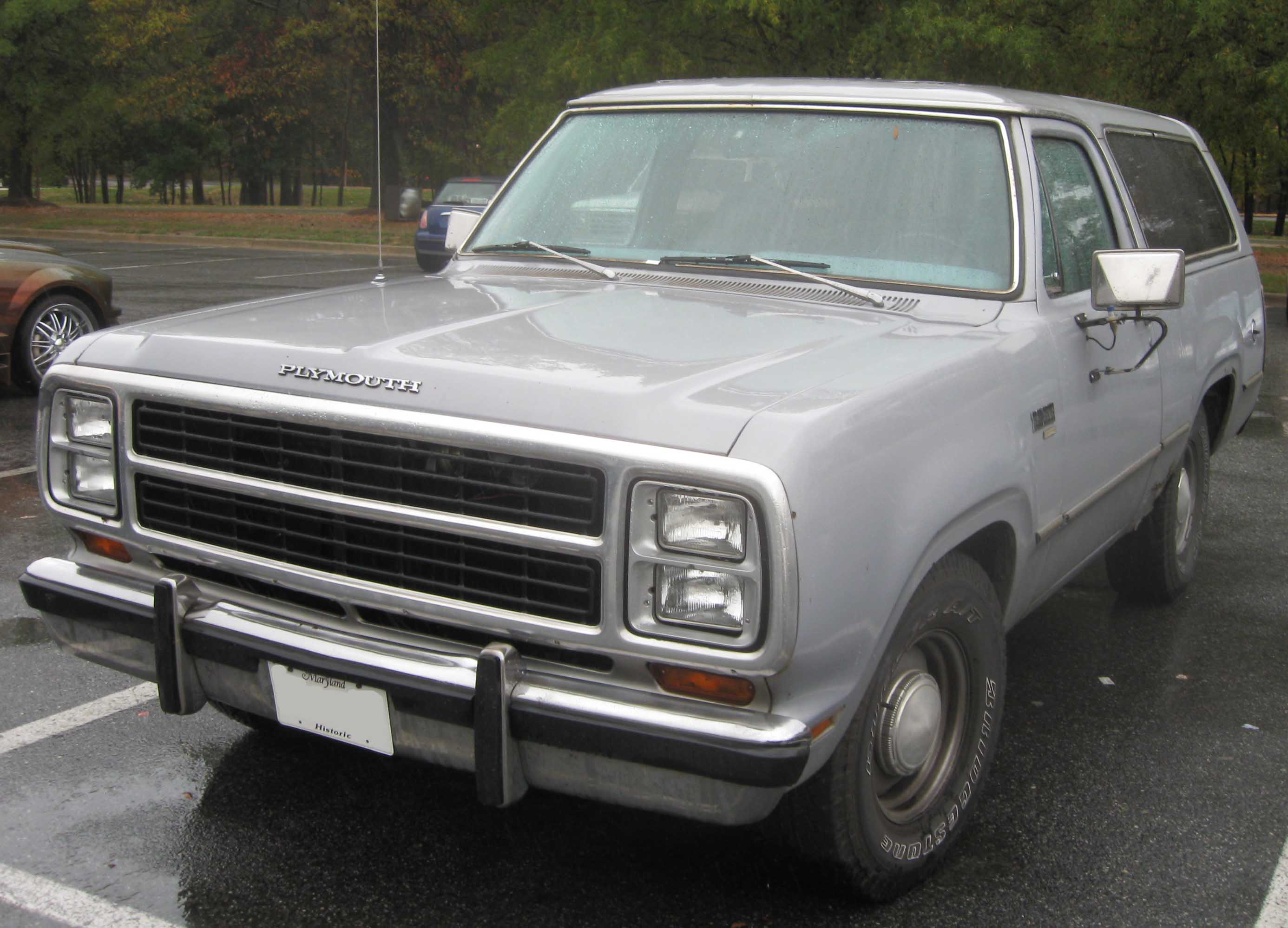
Plymouth Trailduster po liftingu

W 1974 roku po raz pierwszy i zarazem ostatni w historii marki Plymouth jej oferta została poszerzona o SUV-a. Model Trailduster zaprezentowano równolegle z modelem Dodge Ramcharger jako bliźniacza konstrukcja.
Wariant Plymoutha był oferowany równolegle jako model o bogatszym wyposażeniu, z większą liczbą chromowanych ozdobników. Produkcja została zakończona w 1981 roku bez następcy.

### Wersje wyposażeniowe
- Base
- Custom

### Silniki
- L6 3.7l
- V8 5.2l
- V8 5.9l
- V8 6.6l
- V8 7.2l